# Canthon denticulatus
Canthon denticulatus là một loài bọ cánh cứng trong họ Bọ hung (Scarabaeidae).